# M/S Nordsyssel
M/S Nordsyssel var ett tjänstefartyg för sysselmannen på Svalbard 2003–2013.
M/S Nordsyssel byggdes 1983 vid Laivateollisuus i Åbo som Akademik Gamburtsyev, forskningsfartyg för det sovjetiska olje- och gasministeriet. Det var ett av tio sovjetiska isförstärkta fartyg i Akademik Shuleykin-klassen som byggdes vid Laivateollisuus under perioden 1982–1985. Ett av systerfartygen var Arnold Veymer, som 1996 köptes av den svenska marinen och omdöptes till HMS Trossö.
Akademik Gamburtsyev omdöptes 1997 till Fregat och tjänstgjorde som flytande kasino, innan hon 2003 köptes till Norge för att byggas om och segla som tjänstefartyg på Svalbard, omdöpt till M/S Nordsyssel. Under perioden 2003–2013 gick hon under kontrakt mellan norska staten och Rana Ship Service AS mellan maj och december varje år. Hon hade efter ombyggnad ett helikopterdäck för en Super Puma. 
Efter denna tjänstgöring såldes hon till australiska Aurora och döptes om till Polar Surveyor för att bli kryssningsfartyg.

## Bildgalleri

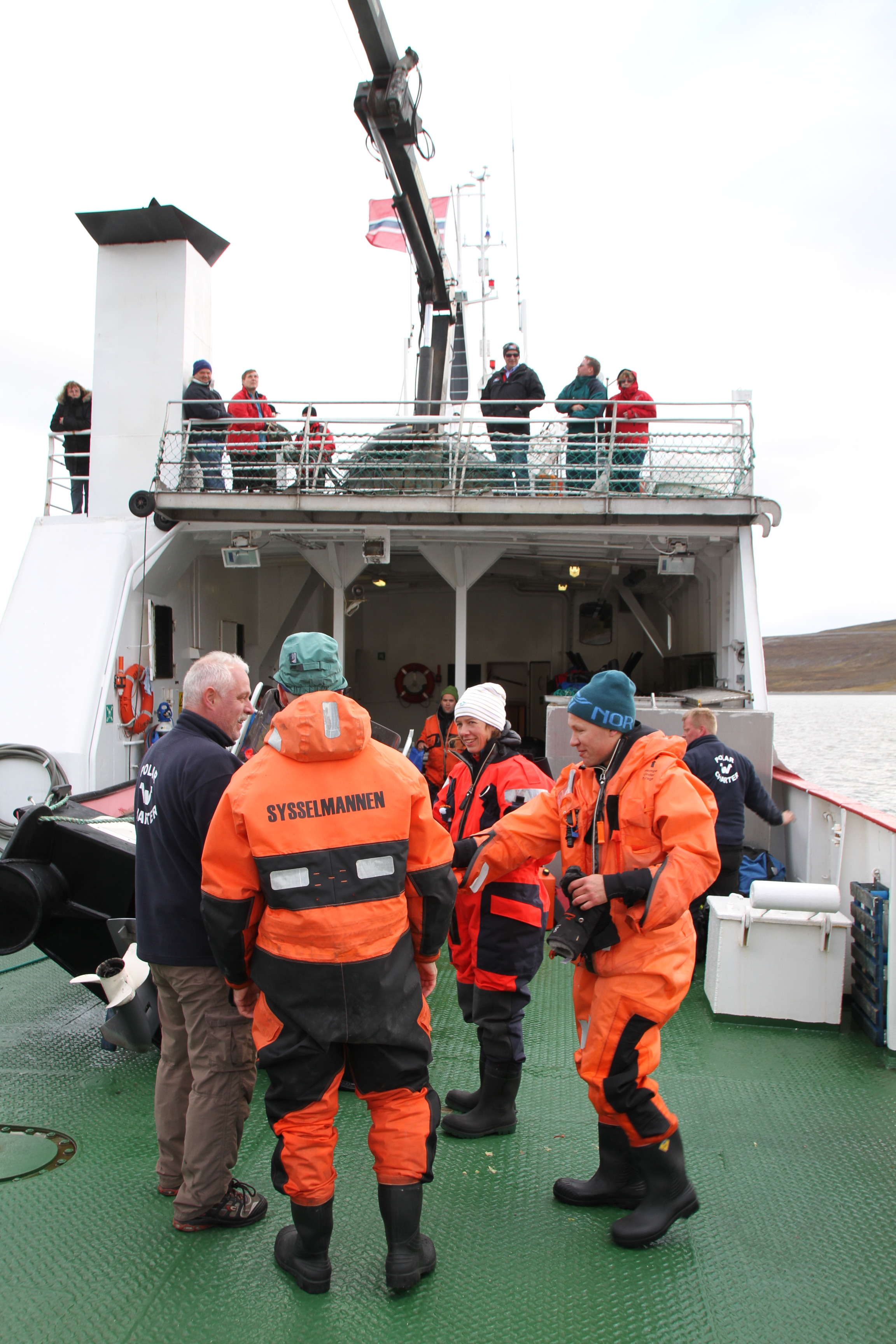
Personal på Nordsyssel 2012.
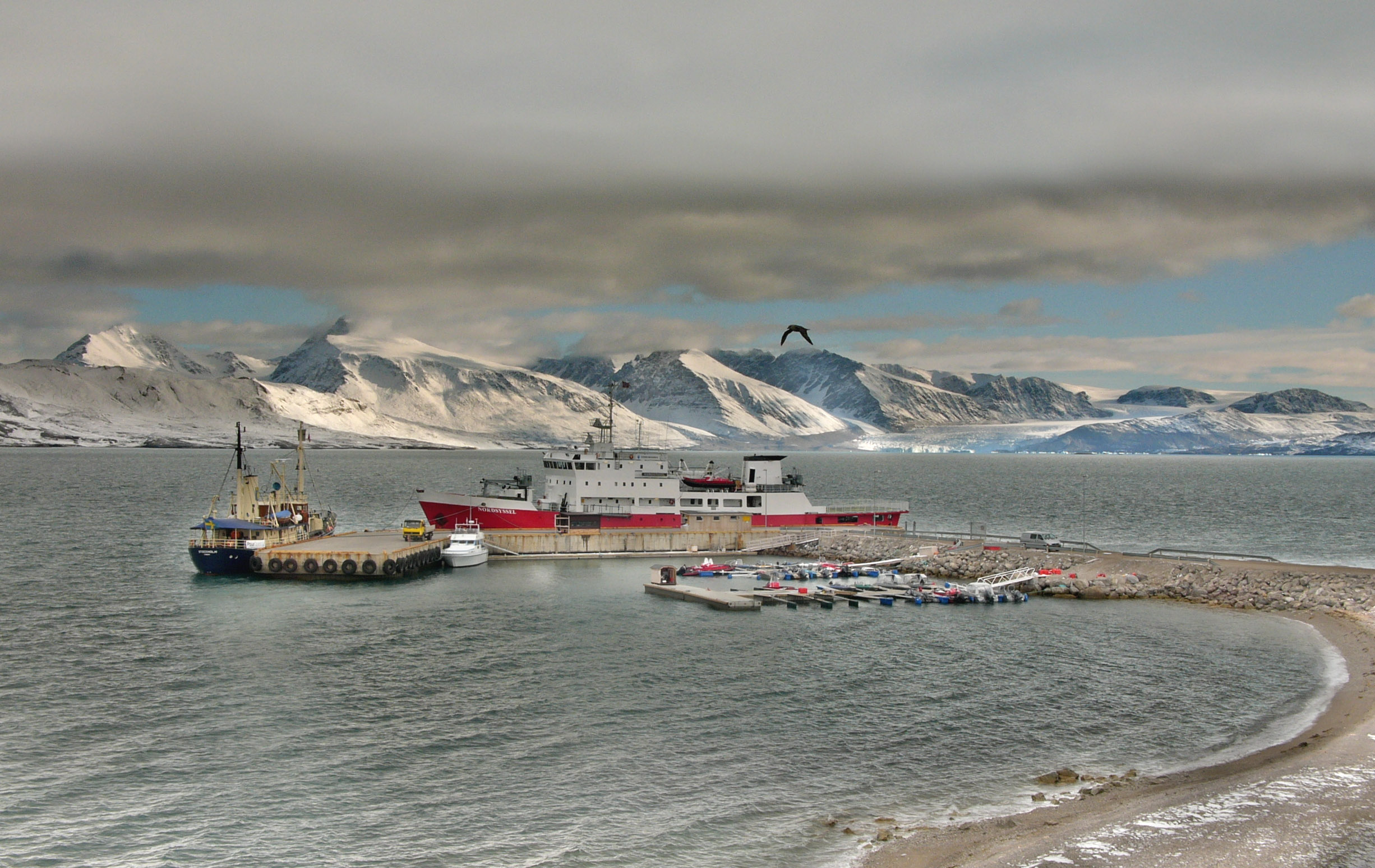
M/S Norsyssel vid kaj i Ny-Ålesund.
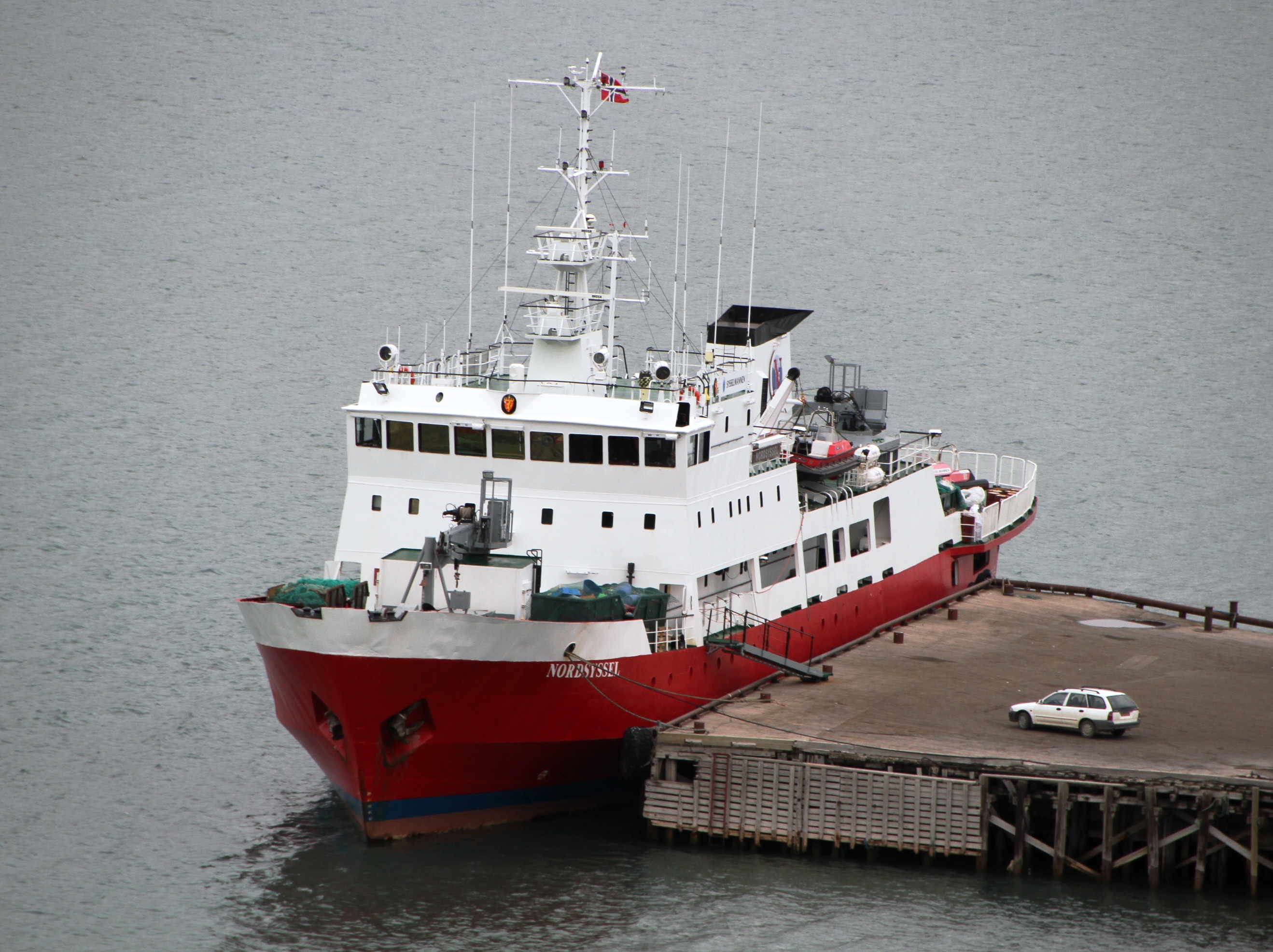
M/S Nordsyssel i Longyearbyens hamn.
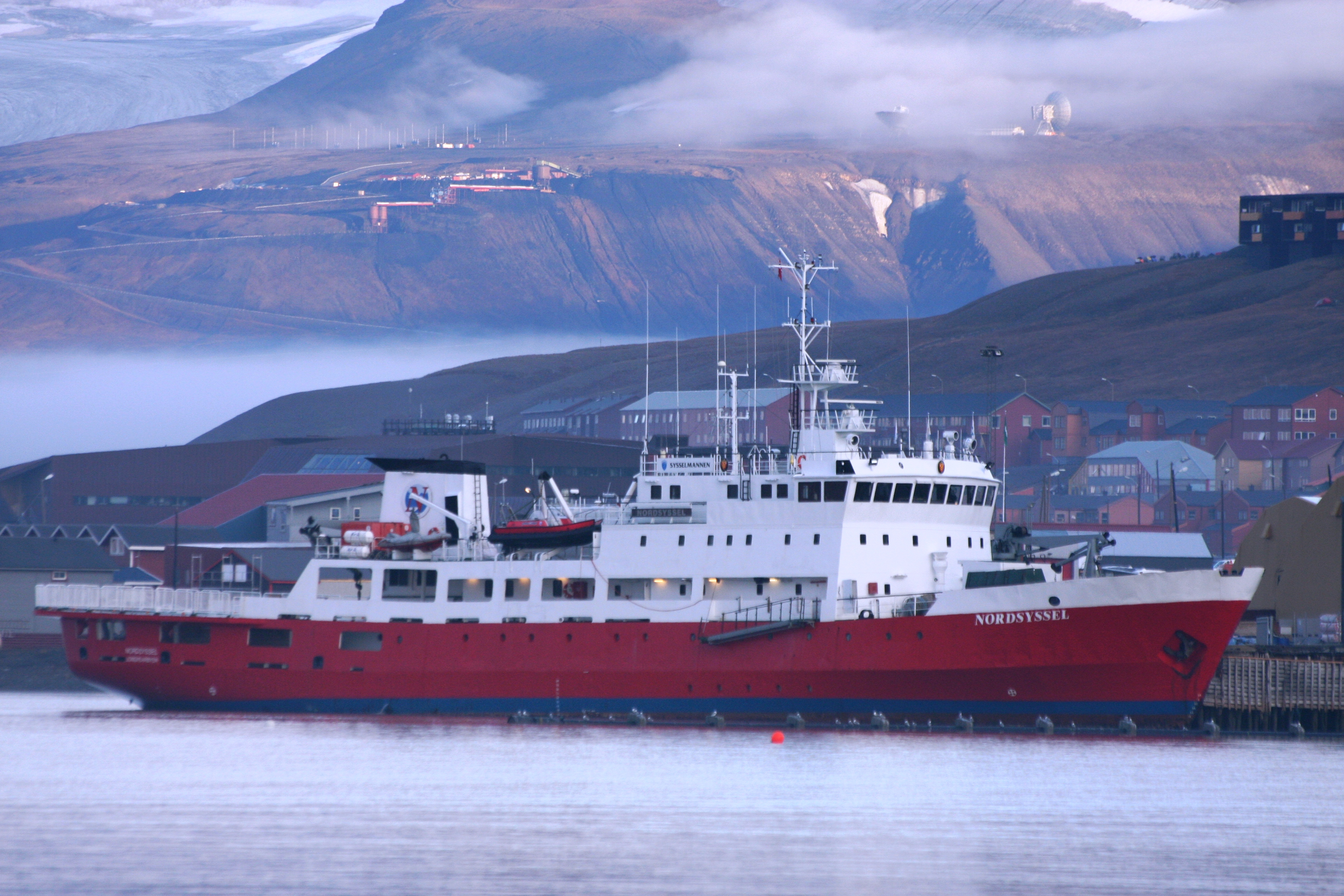
M/S Nordsyssel i Longyearbyens hamn.
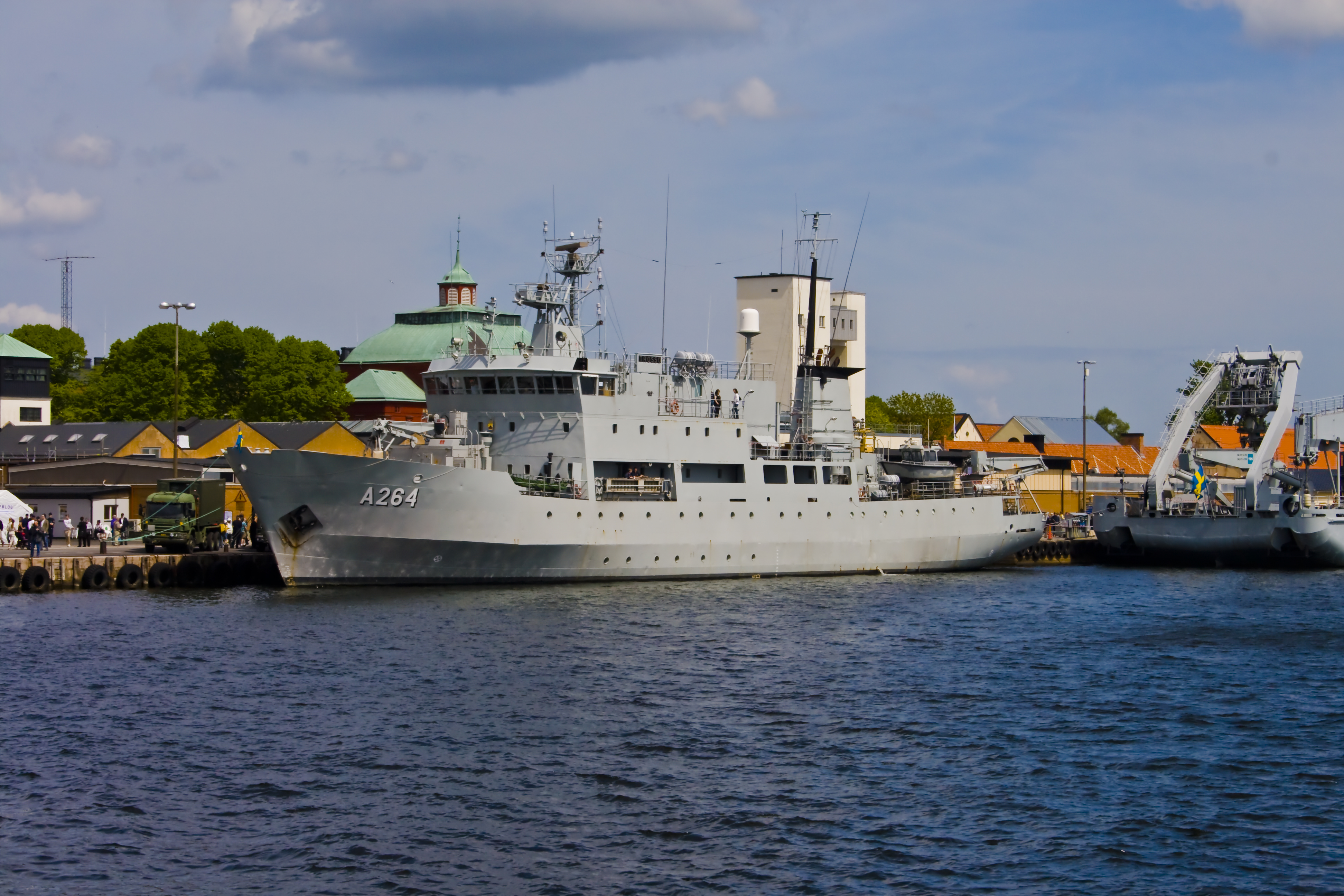
Systerfartyget HMS Trossö, tidigare Arnold Veymer.
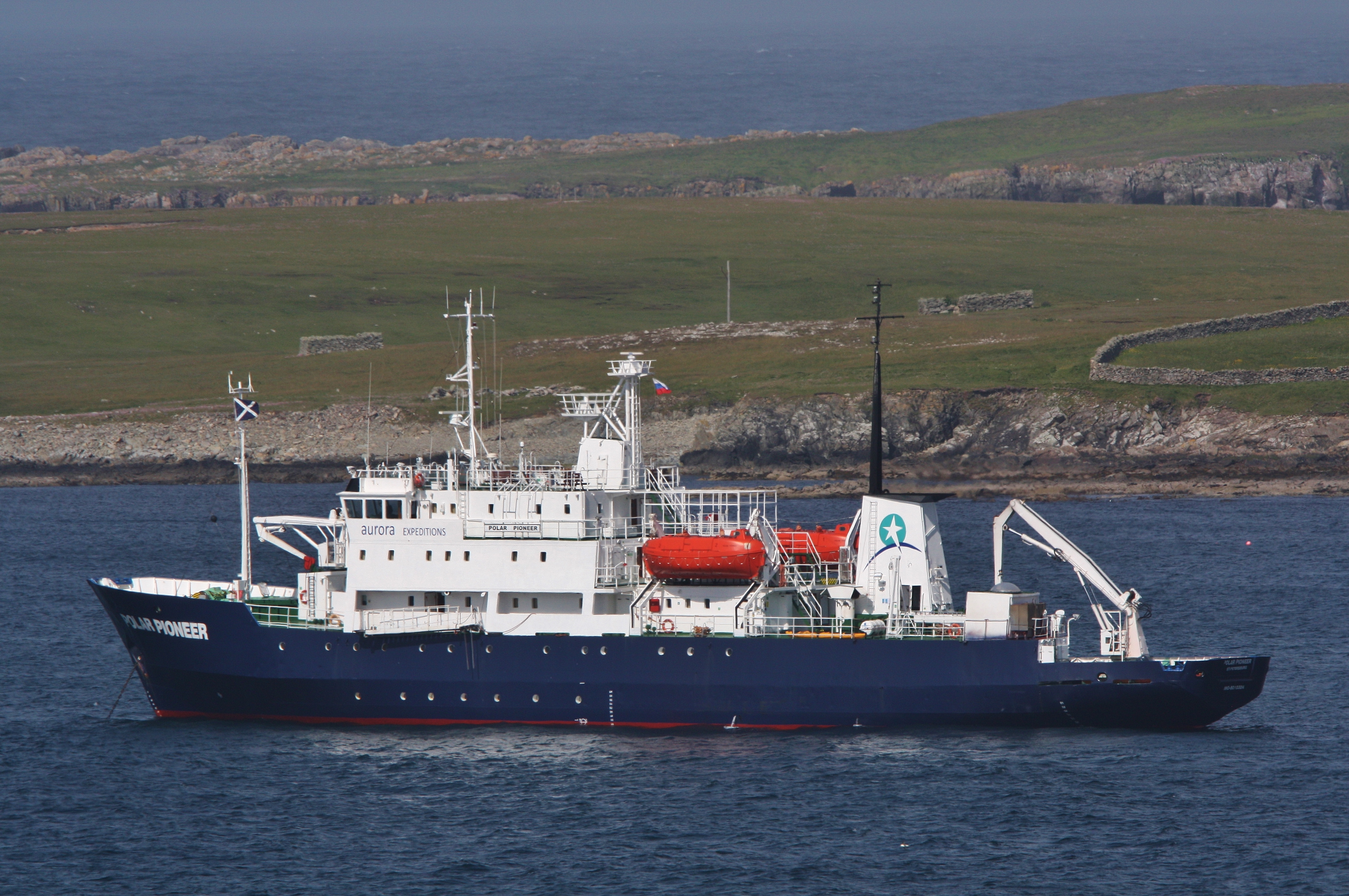
Systerfartyget Polar Pioneer, tidigare Akademik Shuleykin vid Shetlandsöarna.

## Andra beredskapsfartyg på Svalbard
- 1952–1978 M/S Nordsyssel (I), ett fartyg i trä som byggdes 1950 i Drammen och var i tjänst hos Sysselmannen under åren 1952–1978.[1]
- 1978–1988 M/S Polarstar, ett tidigare sälfångstfartyg i stål[2]
- 1988–2003 M/S Polarsyssel (I) med helikopterdäck.[3]
- 2014–  M/S Polarsyssel